# Przekształcenie geometryczne
Przekształcenie, odwzorowanie geometryczne – funkcja przekształcająca jeden zbiór punktów, nazywany figurą geometryczną, w drugi zbiór punktów w przestrzeni geometrycznej (przestrzeni euklidesowej, przestrzeni rzutowej itp.).
W węższym znaczeniu jest to funkcja wzajemnie jednoznaczna przeprowadzająca przestrzeń geometryczną na siebie; ta druga definicja jest stosowana dla przekształceń geometrycznych tworzących grupy przekształceń.
O ile nie jest to powiedziane wprost, zwykle w geometrii elementarnej przyjmuje się, że przekształceniem geometrycznym jest funkcja określona na całej przestrzeni euklidesowej, zaś figurami geometrycznymi są figury płaskie lub figury przestrzenne. Najczęściej przyjmuje się, że przekształcenia geometryczne są niezdegenerowane, tzn. różnowartościowe lub wzajemnie jednoznaczne.
Pojęcia, określenia i sposoby zapisu odnoszące się do funkcji często mogą być zastosowane do opisu przekształcenia geometrycznego, w szczególności stosowane są: obraz, punkt stały, odwracalność i odwrotność.

## Przykład

Niech dane będą okrąg {\displaystyle O=o(S,r)} i styczna z nim w punkcie {\displaystyle p_{1}} prosta {\displaystyle L} oraz punkt {\displaystyle q} będący końcem średnicy wychodzącej z punktu {\displaystyle p_{1}.} Odwzorowanie {\displaystyle F\colon L\to O} przekształcające dowolny punkt {\displaystyle p\in L} w różny od {\displaystyle q} punkt {\displaystyle F(p)\in O} wyznaczony przez przecięcie odcinka {\displaystyle {\overline {pq}}} z okręgiem jest różnowartościowe, ale nie jest „na”. Punktem stałym {\displaystyle F} jest punkt {\displaystyle p_{1}.} Punkt {\displaystyle q} nie jest obrazem żadnego punktu prostej {\displaystyle L.}

## Rodzaje
- rzut równoległy płaszczyzny na prostą (nie jest różnowartościowy).

Do najważniejszych przekształceń geometrycznych wzajemnie jednoznacznych płaszczyzny można zaliczyć:
- przesunięcie równoległe,
- symetria środkowa,
- obrót dokoła punktu,
- symetria osiowa,
- jednokładność,
- powinowactwo osiowe,
- przekształcenie liniowe,
- przekształcenie afiniczne.

Do ważnych przekształceń geometrycznych wzajemnie jednoznacznych przestrzeni można zaliczyć:
- obrót dokoła prostej
- podobieństwo spiralne
- powinowactwo płaszczyznowe
- ruch śrubowy
- symetria płaszczyznowa